# Філіппі (Західна Вірджинія)
Філіппі (англ. Philippi) — місто (англ. city) в США, в окрузі Барбур штату Західна Вірджинія. Населення — 2929 осіб (2020).

## Географія
Філіппі розташоване за координатами 39°8′50″ пн. ш. 80°3′2″ зх. д. / 39.14722° пн. ш. 80.05056° зх. д. (39.147211, -80.050567).  За даними Бюро перепису населення США в 2010 році місто мало площу 7,64 км², з яких 7,40 км² — суходіл та 0,24 км² — водойми.

## Демографія
Згідно з переписом 2010 року, у місті мешкало 2966 осіб у 1185 домогосподарствах у складі 686 родин. Густота населення становила 388 осіб/км².  Було 1383 помешкання (181/км²).
Расовий склад населення:
| - 92,7 % — білих - 2,3 % — чорних або афроамериканців - 1,1 % — корінних американців - 0,9 % — азіатів |

До двох чи більше рас належало 2,9 %. Частка іспаномовних становила 0,7 % від усіх жителів.
За віковим діапазоном населення розподілялося таким чином: 17,8 % — особи молодші 18 років, 65,1 % — особи у віці 18—64 років, 17,1 % — особи у віці 65 років та старші. Медіана віку мешканця становила 36,4 року. На 100 осіб жіночої статі у місті припадало 82,9 чоловіків;  на 100 жінок у віці від 18 років та старших — 75,7 чоловіків також старших 18 років.
Середній дохід на одне домашнє господарство  становив 33 597 доларів США (медіана — 21 698), а середній дохід на одну сім'ю — 49 062 долари (медіана — 36 188). Медіана доходів становила 38 438 доларів для чоловіків та 28 281 долар для жінок. За межею бідності перебувало 37,2 % осіб, у тому числі 44,2 % дітей у віці до 18 років та 16,2 % осіб у віці 65 років та старших.
Цивільне працевлаштоване населення становило 1021 осіб. Основні галузі зайнятості: освіта, охорона здоров'я та соціальна допомога — 29,5 %, мистецтво, розваги та відпочинок — 20,7 %, роздрібна торгівля — 11,1 %, будівництво — 7,0 %.